# Ravenna Calcio 2004-2005
Questa pagina raccoglie le informazioni riguardanti il Ravenna Calcio nelle competizioni ufficiali della stagione 2004-2005.

## Stagione
Nella stagione 2004-2005 il Ravenna allenato da Paolo Dal Fiume disputa il girone B del campionato di Serie C2, ottenendo la seconda posizione in classifica con 64 punti, ed ha vinto i Play-off, eliminando in semifinale il Forlì ed in finale la Lodigiani, e venendo così promosso in Serie C1. Il torneo è stato vinto con 75 punti dalla Massese, che ha ottenuto la promozione diretta in Serie C1. Un Ravenna che inizia molto male ma poi recupera, al termine del girone di andata ha 27 punti, in posizione di centroclassifica, ma che nel girone di ritorno fa meglio di tutti, Massese compresa, con 37 punti di bottino, i bianconeri toscani che avevano dominato la prima parte del torneo. Al termine del campionato la Massese è  promossa direttamente in Serie C1, il Ravenna sale di categoria vincendo i Play-off. Protagonisti tra i giallorossi i due attaccanti, Fabio Moscelli autore di 12 reti, e Luca Galuppi con 11 reti. Nella Coppa Italia di Serie C il Ravenna disputa il girone I di qualificazione, vinto nettamente dal San Marino.

## Rosa
| N. |                   | Ruolo | Calciatore           |
| -- | ----------------- | ----- | -------------------- |
|    | Italia (bandiera) | C     | Angelo Affatigato    |
|    | Italia (bandiera) | A     | Marco Agostinelli    |
|    | Italia (bandiera) | C     | Vito Antonelli       |
|    | Italia (bandiera) | D     | Fabrizio Anzalone    |
|    | Italia (bandiera) | D     | Alessio Ballanti     |
|    | Italia (bandiera) | D     | Marco Bianchi        |
|    | Italia (bandiera) | C     | Daniele Bordacconi   |
|    | Italia (bandiera) | P     | Luca Capecchi        |
|    | Italia (bandiera) | A     | Francesco Clementini |
|    | Italia (bandiera) | C     | Luca Galuppi         |
|    | Italia (bandiera) | A     | Manolo Gennari       |
|    | Italia (bandiera) | D     | Fabio Gianella       |

| N. |                   | Ruolo | Calciatore         |
| -- | ----------------- | ----- | ------------------ |
|    | Italia (bandiera) | C     | William Jidayi     |
|    | Italia (bandiera) | D     | Paolo Lodi Rizzini |
|    | Italia (bandiera) | A     | Fabio Moscelli     |
|    | Italia (bandiera) | D     | Andrea Mussoni     |
|    | Italia (bandiera) | D     | Fabio Pessia       |
|    | Italia (bandiera) | C     | Nicola Pizzolla    |
|    | Italia (bandiera) | A     | Mattia Sebastiani  |
|    | Italia (bandiera) | C     | Marco Semprini     |
|    | Italia (bandiera) | C     | Valerio Simoni     |
|    | Italia (bandiera) | D     | Ivan Tosi          |
|    | Italia (bandiera) | C     | Gianluca Urbinati  |
|    | Italia (bandiera) | D     | Michele Zamboni    |
|    | Italia (bandiera) | D     | Filippo Amico      |

## Risultati

### Campionato

#### Girone di andata
| Arbitro: | Taverna (Taurianova) |

|             |           |              |
| Ghiandi 49’ | Marcatori | 72’ Anzalone |

| Arbitro: | Lupo (Matera) |

|              |           |                                     |
| Moscelli 11’ | Marcatori | 37’ Biggi 69’ Luconi 81’ L. Magnani |

| Arbitro: | Lioce (Molfetta) |

|  |           |             |
|  | Marcatori | 54’ Giunchi |

| Arbitro: | Fugante (Macerata) |

|                            |           |                            |
| Polani 39’, 61’ Filosi 52’ | Marcatori | 1’ Moscelli 56’ Affatigato |

| Arbitro: | Gentile (Termoli) |

|                                        |           |  |
| M. Bianchi 17’ Gennari 62’ Galuppi 75’ | Marcatori |  |

| Arbitro: | Fiori (Perugia) |

|                            |           |                          |
| Vagnati 43’ Bonuccelli 90’ | Marcatori | 26’ Galuppi 71’ Semprini |

| Arbitro: | Lena (Ciampino) |

|              |           |  |
| Moscelli 46’ | Marcatori |  |

| Arbitro: | Gallione (Alessandria) |

|             |           |                |
| Tarpani 79’ | Marcatori | 49’ Affatigato |

| Arbitro: | Herberg (Messina) |

|                          |           |             |
| Gennari 12’ Gianella 54’ | Marcatori | 90’ De Luca |

| Arbitro: | Burdin (Cormons) |

|               |           |             |
| Pietrella 90’ | Marcatori | 76’ Galuppi |

| Arbitro: | Russo (Nola) |

|                    |           |              |
| Banchelli 12’, 39’ | Marcatori | 59’ Moscelli |

| Ravenna 28 novembre 2004 12ª giornata | Ravenna           | 0 – 0 | Ancona | Stadio Bruno Benelli\| Arbitro: \| Damato (Barletta) \| |
| Arbitro:                              | Damato (Barletta) |       |        |                                                         |

| Arbitro: | Lioce (Molfetta) |

|            |           |                    |
| Marchi 65’ | Marcatori | 87’ M. Agostinelli |

| Arbitro: | Pecorelli (Arezzo) |

|                                |           |  |
| Anzalone 23’ Moscelli 57’, 73’ | Marcatori |  |

| Arbitro: | Ferrandini (Sondrio) |

|  |           |              |
|  | Marcatori | 76’ Semprini |

| Ravenna 19 dicembre 2004 16ª giornata | Ravenna          | 0 – 0 | Gualdo | Stadio Bruno Benelli\| Arbitro: \| Zanchin (Biella) \| |
| Arbitro:                              | Zanchin (Biella) |       |        |                                                        |

| Carrara 6 gennaio 2005 17ª giornata | Carrarese         | 0 – 0 | Ravenna | Stadio dei Marmi\| Arbitro: \| De Luca (Pescara) \| |
| Arbitro:                            | De Luca (Pescara) |       |         |                                                     |

| Arbitro: | Rubino (Salerno) |

|                                            |           |             |
| Semprini 8’ Gennari 32’ M. Agostinelli 85’ | Marcatori | 38’ M. Sala |

| Arbitro: | Lops (Torino) |

|             |           |              |
| Di Maio 53’ | Marcatori | 47’ Moscelli |

#### Girone di ritorno
| Arbitro: | Meli (Parma) |

|                                      |           |  |
| Moscelli 30’ M. Agostinelli 40’, 49’ | Marcatori |  |

| Arbitro: | Cavarretta (Trapani) |

|           |           |              |
| Biggi 16’ | Marcatori | 71’ Moscelli |

| Arbitro: | Scoditti (Bologna) |

|              |           |                    |
| Bernardi 16’ | Marcatori | 24’ M. Agostinelli |

| Arbitro: | Pecorelli (Arezzo) |

|                               |           |  |
| Moscelli 25’, 61’ Galuppi 35’ | Marcatori |  |

| Arbitro: | Gallione (Alessandria) |

|            |           |             |
| Dalrio 39’ | Marcatori | 46’ Galuppi |

| Arbitro: | Crugliano (Crotone) |

|                               |           |  |
| Pizzolla 13’ Clementini 90+1’ | Marcatori |  |

| Arbitro: | Guerriero (Catanzaro) |

|              |           |             |
| Ruscitti 73’ | Marcatori | 85’ Galuppi |

| Ravenna 6 marzo 2005 27ª giornata | Ravenna              | 0 – 0 | Sansovino | Stadio Bruno Benelli\| Arbitro: \| Palazzino (Ciampino) \| |
| Arbitro:                          | Palazzino (Ciampino) |       |           |                                                            |

| Fano 13 marzo 2005 28ª giornata | Fano               | 0 – 0 | Ravenna | Stadio Raffaele Mancini\| Arbitro: \| Didato (Agrigento) \| |
| Arbitro:                        | Didato (Agrigento) |       |         |                                                             |

| Arbitro: | Valeri (Roma) |

|                             |           |              |
| Moscelli 43’ Affatigato 79’ | Marcatori | 20’ Mariotti |

| Arbitro: | Pierpaoli (Firenze) |

|                         |           |            |
| Gennari 41’ Galuppi 53’ | Marcatori | 15’ Cutolo |

| Arbitro: | Crugliano (Crotone) |

|  |           |                |
|  | Marcatori | 88’ Clementini |

| Arbitro: | Vuoto (Livorno) |

|                                          |           |  |
| Pizzolla 32’ Affatigato 34’ Semprini 90’ | Marcatori |  |

| Arbitro: | De Luca (Pescara) |

|              |           |                |
| Botteghi 55’ | Marcatori | 27’ Affatigato |

| Arbitro: | Gallione (Alessandria) |

|                    |           |  |
| Galuppi 83’ (rig.) | Marcatori |  |

| Arbitro: | Ferrandini (Sondrio) |

|                  |           |             |
| D. Bresciani 17’ | Marcatori | 46’ Galuppi |

| Arbitro: | Gervasoni (Mantova) |

|              |           |           |
| Moscelli 18’ | Marcatori | 58’ Citro |

| Arbitro: | Saveri (Viterbo) |

|                         |           |                                     |
| De Gori 36’ M. Sala 37’ | Marcatori | 28’ M. Agostinelli 48’, 90’ Galuppi |

| Arbitro: | Orsato (Schio) |

|             |           |                |
| Gennari 55’ | Marcatori | 12’ Bracaletti |

### Play-off
| Arbitro: | Velotto (Grosseto) |

|              |           |                    |
| Pierobon 80’ | Marcatori | 11’ M. Agostinelli |

| Arbitro: | Salati (Trento) |

|                                     |           |              |
| Moscelli 8’ Gennari 14’ Zamboni 79’ | Marcatori | 23’ Pierobon |

| Arbitro: | Lops (Torino) |

|            |           |              |
| Cutolo 29’ | Marcatori | 37’ Moscelli |

| Arbitro: | Gava (Conegliano) |

|                           |           |  |
| Semprini 55’ Moscelli 79’ | Marcatori |  |